# عمر بن أبي ربيعة
عمر بن عبد الله بن أبي ربيعة بن المغيرة بن عبد الله بن عمر بن مخزوم (ولد 644م / 23 هـ - توفي 711م / 93 هـ) شاعر مخزومي قرشي، شاعر مشهور لم يكن في قريش أشعر منه وهو كثير الغزل والنوادر ، ولُقِب بالعاشق. يكنى أبا الخطَّاب، وأبا حفص، وأبا بشر، ولقب بالمُغيريّ نسبة إلى جَدّه. أحد شعراء الدولة الأموية ويعد من زعماء فن التغزل في زمانه. وهو من طبقة جرير، والفرزدق والأخطل.

## سيرته
كان الشاعر وسيماً، بهيَّ الطَّلْعة، نشأ في أحضان أمه يساعدها على إدارة أملاك أبيه الواسعة، وعاش في شبابه تحت رعاية أُمّه، فأتيح له الاختلاط بالنساء والجواري من دون تحرج، تزوج كَلْثَم بنت سعد المخزومية، فأنجبت له ولدين وماتت عنده، فتزوج زينب بنت موسى الجُمَحيّة، فأنجبت له بِشْراً. كان واحداً من الشعراء المجددين الذين أعطوا القصيدة الغزلية ميزات فنية عدة كالقصّ والحوار، وترقيق الأوزان الصالحة للغناء.

### نسبه ونشأته
نسبه الكامل هو عمر بن عبد الله بن أبي ربيعة بن المغيرة بن عبد الله بن عمر بن مخزوم بن يقظة بن مرة بن كعب بن لؤي بن غالب بن فهر بن مالك بن النضر وهو قريش بن كنانة بن خزيمة بن مدركة بن إلياس بن مضر بن نزار بن معد بن عدنان. من بني مخزوم إحدى بطون قبيلة قريش ويلتقي في نسبه مع الرسول محمد صلى الله عليه وسلم في جده السادس مرة بن كعب ويلتقي مع الصحابي خالد بن الوليد في جده المغيرة بن عبد الله.
ولد في الليلة التي توفي بها عمر بن الخطاب سنة 23 هـ، فسمي باسمه وقال الناس بعد ذلك زهق الحق وظهر الباطل لشعر ابن أبي ربيعة المتحرر وتقى ابن الخطاب.
شب الفتى عمر على دلال وترف، فانطلق مع الحياة التي تنفتح رحبة أمام أمثاله ممن رزقوا الشباب والثروة والفراغ. لهى مع اللاهين وعرفته مجالس الطرب والغناء فارسا مجليا ينشد الحسن في وجوه الملاح في مكة، ويطلبه في المدينة والطائف وغيرهما.

### وفاته
يقولون إنه مات وقد قارب السبعين أو جاوزها . وإذا صح ذلك يكون قد توفي حوالي سنة 93 هـ . 
وقد تضاربت الروايات في سبب موت عمر، فقيل إنه غزا في البحر، فأحرقت سفينته ومات 
وقيل: توفي وفاة طبيعية وكان قد ترك الشعر في مشيبه.

## مسيرته الشعرية
يُروى أنه كان يستغل موسم الحج ليتحرش بالنساء الجميلات، إذ يعتمر ويلبس الحلل والوشي ويركب النجائب المخضوبة بالحناء عليها القطوع والديباج. ويلقى الحاجّات من الشام والمدينة والعراق فيتعرف إليهن، ويرافقهن، ويتشبب بهن ويروي طرفا من مواقفه معهن. وشاقته هذه المجالس والمعارض فتمنى لو أن الحج كان مستمرا طوال أيام السنة:
ومما يُروى أن سليمان بن عبد الملك سأله: «ما يمنعك من مدحنا؟». فأجابه: «أنا لا أمدح إلا النساء».
وقد وصف في شعره النساء وطرافتهن في الكلام وحركاتهن وبرع في استعمال الأسلوب القصصي والحوار وتتميز قصائده بالعذوبة والطابع الموسيقي وقد تغنى كبار الموسيقيين في ذلك العصر بقصائد هذا الشاعر. جعل من الغزل فناً مستقلاً. وكان يفد على عبد الملك بن مروان فيكرمه ويقربه. كتب عمر ديوانا كله في غرض مدح النساء باستثناء أبيات قليلة في الفخر.
كان عمر بن أبي ربيعة على جانب من الإعجاب بنفسه. وفي العديد من قصائده يصور نفسه معشوقا لا عاشقا والنساء يتهافتن عليه ويتنافسن في طلبه بل انه يتحدث عن «شهرته» لدى نساء المدينة وكيف يعرفنه من أول نظرة قائلا:
ويقول السيد فالح الحجية الشاعر العراقي المعروف في كتابه (الموجز في الشعر العربي): يمتاز شعر عمر بن أبي ربيعة بقدرته على وصف المرأة وعواطفها ونفسيتها وهواجسها وانفعالاتها وميلها إلى الحب والغرام وكل ما يتعلق فيها وبجمالها وحسنها والتعبير الجاذب لها حتى قيل ما من امرأة لاحظت عمر بن أبي ربيعة يتقرب منها ويصف لواعج حبه لها إلا وقعت في شراك حبه.
يقال أنه رُفع إلى عمر بن عبد العزيز أنه يتعرض للنساء ويشبب بهن، فنفاه إلى دهلك. ثم عندما تقدم به السن، أقلع عن اللهو والمجون وذكر النساء إلى أن توفي عام 93 هـ.
غنى طلال مداح له ما يلي:
قال بعض الباحثين: ليس عمر من شعراء الفكر والخيال، إنما هو شاعر الذكرى والأحاديث فقد نشأ ميالا إلى التحدث والسمر، وكان حلو الحديث يتكلم فيرضى فيصغي فيشوِّق، بل كان كل شيء في حياته وسيلة إلى الإتصال بالمرأة وذكرها والتحدث إليها " , ويتميز شعره في الغزل بالجدل والحوار الجميل بينه وبين النساء وهو رقيق المعاني حسن السبك.
ومن أشعاره ما غنته فيروز كمثل:

## وصلات خارجية
- ديوان الشاعر عمر ابن أبي ربيعة  موقع «أدب».
- بوابة الشعراء: ديوان عمر بن أبي ربيعة